# 영생교회 집단소사 사건
영생교회 집단소사 사건은 1998년 10월 5일 오전 6시경에 강원도 양양군 낙산대교 건설 현장 부근에서 승합차에 타고있던 사이비종교 신도 7명이 분신 자살한 사건이다. 이들은 종교적인 이유로 자살한 것으로 드러났으며, 이 사건으로 인하여 사이비종교의 반사회성이 또다시 부각되었다. 특히 IMF 사태로 실직자가 속출하고, 가정이 해체되는 등의 문제가 심각한 상황에서 종말론이 또다시 대두되고 있던 시점이었기 때문에 이 사건은 충격적이었다.

## 사건 개요

### 사건 발생 및 수사 결과
1998년 10월 5일에 영생교회 신도 7명이 타고 있던 승합차가 불에 타고 있었는데, 때마침 조깅을 하던 주민 김병천(당시 41)이 이를 목격하고 소방서에 신고했다. 경찰은 교주 우종진 목사가 평소 입버릇처럼 순교할 장소를 찾았다고 말했다는 우목사의 큰 아들과 여동생들의 진술을 확보하였으며 반항한 흔적이 없던 점 등으로 미루어 계획된 집단 자살로 추정하고, 타살 가능성도 배제하지 않은 상태에서 계속 수사를 했다. 이틀 후인 같은 달 7일에 속초의료원에서 사체에 대하여 부검을 한 결과, 이들의 폐속에서 그을음이 발견되었고, 불에 타기 전에는 신체에 이상이 없었던 것으로 밝혀졌다. 이들은 승합차와 자신들의 몸에 석유를 뿌린 후 불을 질러 불에 타고 매연을 마셔 사망한 것으로 드러났다.
참고로 이 사건으로 불에 타 숨진 7명의 명단은 언론에 공개되었다. 괄호() 안의 숫자는 1998년 당시의 나이이다.
| - 우종진(53, 영생교회 목사, 서울시 중랑구 묵2동) - 우제홍(27, 우 목사의 차남, 불에 탄 승합차의 주인, 서울시 성동구 행당동) - 최계자(37, 신도, 경기도 평택시) | - 최순자(54, 우종진 목사의 부인) - 이영희(여, 52, 서울시 성북구) - 박혜숙(여, 25세가량) |

### 사건의 배경 및 영생교회의 정체
문제의 우종진 목사는 1982년에 서울의 모 신학교를 졸업하고, 1986년까지 강원도 태백에서 전도사로 일했다. 그러다가 서울에 영생교회라는 개척 교회를 세웠고, 1989년에는 중랑구 상봉동으로 옮겼으며 한 때는 신도 수가 100여명이 달했다. 그러나 야훼는 유일신이 아니며, 여러 신들 중 하나일뿐이고, 모든 사람은 신이 될 수 있다는 교리를 내세워 자신을 신격화하자, 이 때부터 신도 수가 급감하였다. 그 후 1993년에 중랑구 묵2동에 30여평 남짓의 전셋집을 구하고, 자살하기 직전까지 극도의 폐쇄적인 신앙 생활을 해왔다. 우 목사와 자살한 신도들이 살던 전셋집에서는 '하나님', '인간', '짐승의 차이', '영생할 수 있는 길'등 일반인들이 이해할 수 없는 교리를 적은 8절지 종이 50여 장이 화장실까지 포함한 집안 구석에 붙어있었다. 또 이들은 7월 말에 서울에서의 생활을 정리하고, 강원도 양양에서 생활하다가 자살했던 사실도 밝혀졌다. 인근 주민들은 이들이 포교는 물론 인근 주민들과의 왕래 자체가 없을 정도로 상당히 폐쇄적이었다고 증언했다.

## 이 사건의 파장

### 사이비종교문제에 대한 우려
이 사건 역시 사이비종교의 반사회성을 단적으로 보여주는 사례라고 할 수 있다. 이 사건이 발생한 1998년은 IMF 사태가 발생하여 경제가 더욱 어려워졌다. 이로 인해 삶의 뿌리가 뽑힌(Rootless)사람들인 실업자와 노숙자가 속출하고, 가정이 파괴되는 등의 사회 문제가 발생하였다. 이러한 문제와 세기말 종말론이 맞물리면서 순교를 빙자한 집단 자살극이 또다시 발생할 수 있다는 우려의 목소리 역시 높아졌다.

### 영생교의 해명
경기도 부천에 위치한 영생교 승리재단 측은 이 사건을 일으킨 영생교회가 자신들의 단체와 이름이 비슷하여 오해할 소지가 생김에 따라 공식적으로 이에 대하여 해명하였다. 영생교 측에서 운영하는 승리신문의 김종만 사장은 "강원도 양양에서 자살한 7명은 영생교의 성도로 등록되어 있지 않으며 영생교에는 목사라는 명칭이 없다. 또 영생교에서 말하는 순교는 영적인 의미의 순교로 집단 자살과 같은 어처구니 없는 짓이 아니다."라고 밝혔다.

## 같이 보기
- 인민사원
- 천국의 문
- 오대양 사건
- 태양사원